# Biélorussie au Concours Eurovision de la chanson 2019
La Biélorussie est l'un des quarante et un pays participants du Concours Eurovision de la chanson 2019, qui se déroule à Tel-Aviv en Israël. Le pays est représenté par la chanteuse Zena et sa chanson Like It, sélectionnées via une finale télévisée. Le pays termine 24e lors de la finale du Concours, recevant 31 points.

## Sélection
Le diffuseur biélorusse BTRC a confirmé sa participation le 25 septembre 2018.

### Chansons
Le diffuseur a lancé, du 23 au 31 janvier 2019, un appel à candidatures pour sa sélection. Au terme de cette période, 113 chansons ont été reçues par le diffuseur. Les artistes passent ensuite une audition devant un jury qui en retient dix pour la sélection télévisée.

### Émission
Les dix candidats sélectionnés participent lors de cette émission. Le gagnant est désigné exclusivement grâce au vote d'un jury d'experts. Chaque juré attribue une note sur dix. Le candidat totalisant le plus de points remporte la sélection. En cas d'égalité, un second vote a lieu.
| Ordre | Artiste           | Chanson                   | Points | Place |
| ----- | ----------------- | ------------------------- | ------ | ----- |
| 1     | Michael Soul      | Humanize                  | 59     | 4     |
| 2     | Zena              | Like It                   | 69     | 1     |
| 3     | Eva Kogan         | Run                       | 54     | 10    |
| 4     | BLGN ft. Mirex    | Champion                  | 65     | 2     |
| 5     | Sebastian Roos    | Never Getting Close       | 62     | 3     |
| 6     | Alyona Gorbachova | Can We Dream              | 59     | 4     |
| 7     | PROvokatsiya      | Running Away From the Sun | 55     | 8     |
| 8     | Aura              | Čaravala                  | 55     | 8     |
| 9     | NAPOLI            | Let It Go                 | 58     | 7     |
| 10    | KeySi             | No Love Lost              | 59     | 4     |

La finale se conclut par la victoire de Zena et sa chanson Like It qui représenteront donc la Biélorussie à l'Eurovision 2019.

## À l'Eurovision
La Biélorussie participe à la première demi-finale, le 14 mai 2019. Le pays y termine 10e avec 122 points, se qualifiant de justesse avec juste deux points d'écart avec la Pologne arrivée 11e. La Biélorussie termine finalement 24e avec 31 points lors de la finale.